# Haus Württemberg

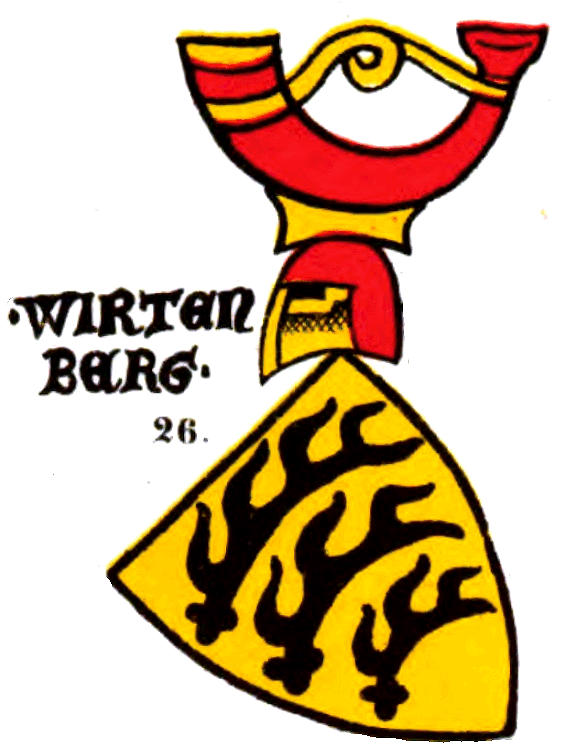
Stammwappen der Grafen von Württemberg in der Zürcher Wappenrolle, ca. 1340

Das Haus Württemberg ist eine Dynastie des deutschen Hochadels, die vom 11. Jahrhundert bis 1918 als Grafen, Herzöge und Könige das nach ihnen benannte Württemberg in Südwestdeutschland beherrschte. Der Name geht auf den Stammsitz des Geschlechts, Burg Wirtemberg bei Stuttgart, zurück und lebt in dem des heutigen deutschen Bundeslandes Baden-Württemberg fort.

## Geschichte

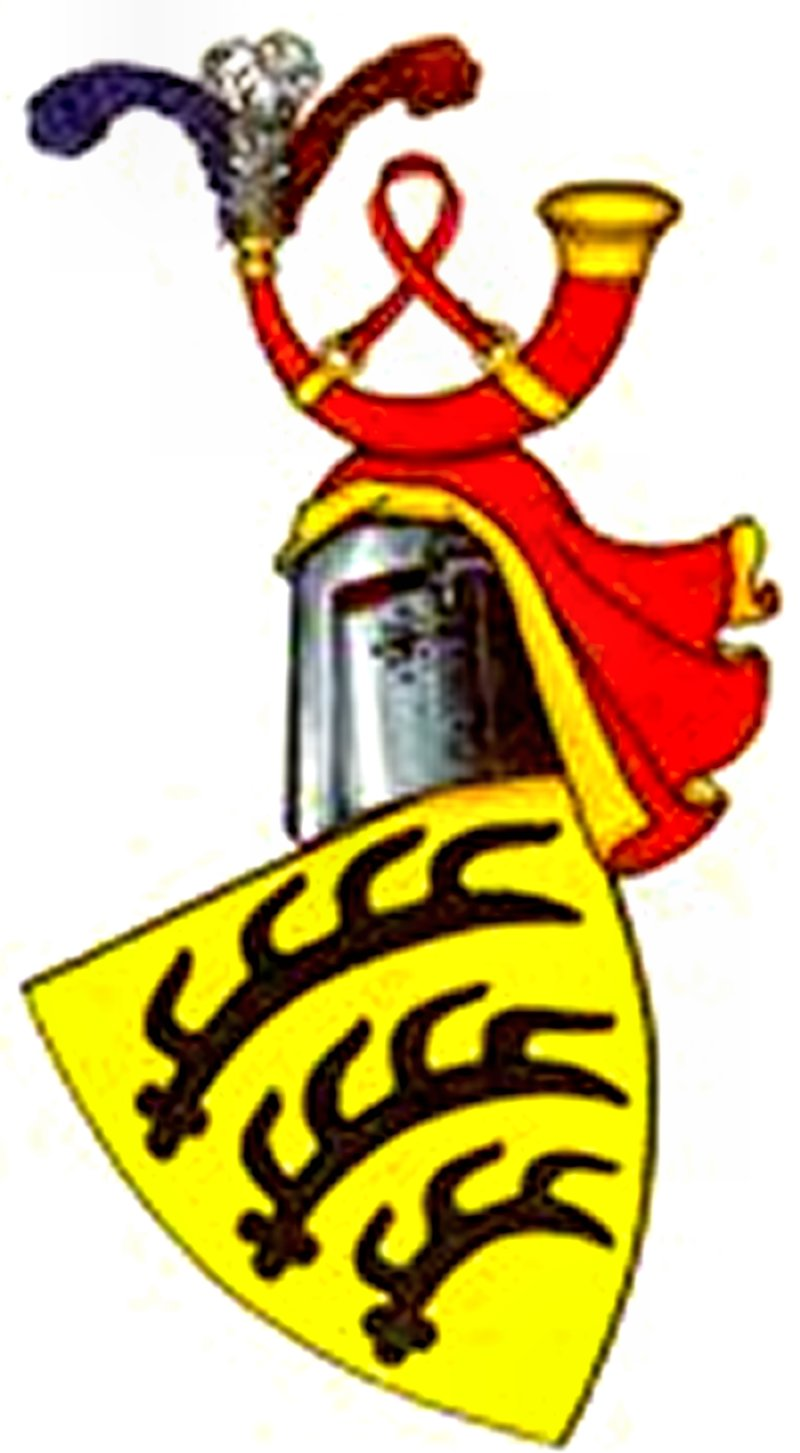
Stammwappen Haus Württemberg

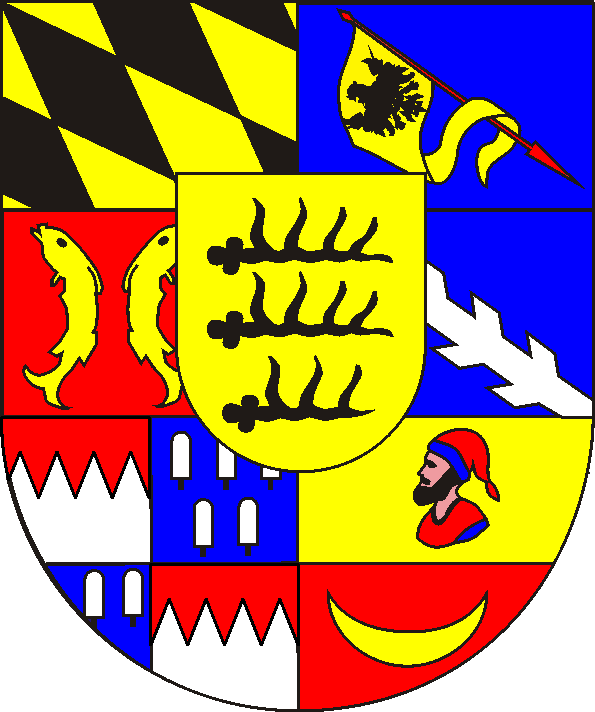
Wappen des Herzogtums Württemberg (1786)

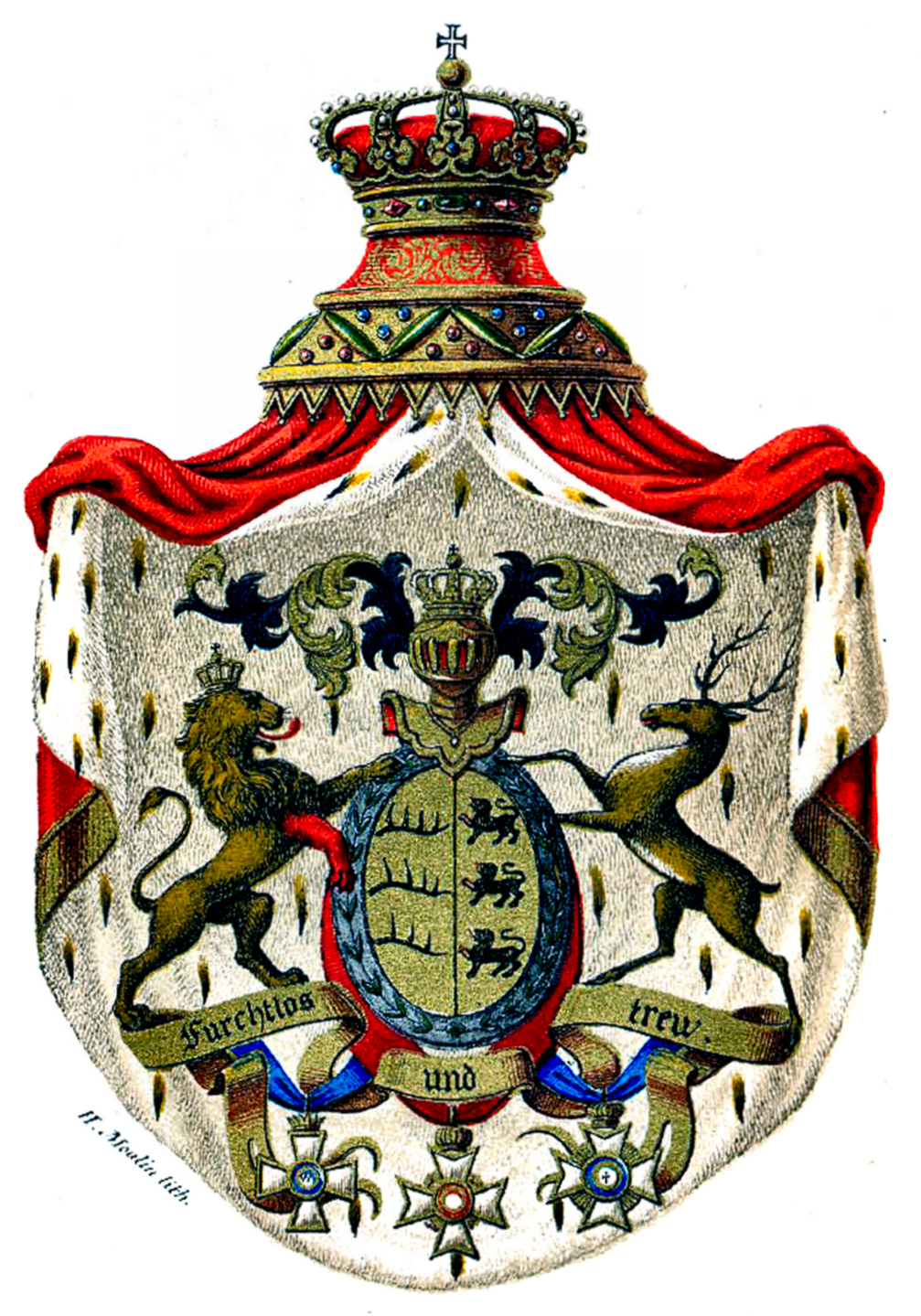
Wappen des Königreichs Württemberg

Die Familie hat ihre Ursprünge nach neueren Forschungen wohl im Umkreis des salischen Kaiserhauses. Eine lange vermutete Abstammung aus Luxemburg ist dagegen eher unwahrscheinlich.
Um 1080 kamen die Vorfahren der heutigen Württemberger in die Stuttgarter Gegend. Als Erbauer der Burg Wirtemberg gilt der im Remstal ansässige Konrad von Beutelsbach. Von der alten Burg Wirtemberg befindet sich in der heute an ihrem Platz stehenden Kirche, als Spolie, der Weihestein der Burgkapelle. Er ist eine steinerne Urkunde, die besagt, dass der Wormser Oberhirte  Adalbert II. am 7. Februar 1083 die dortige Burgkapelle geweiht hat. Dieser Stein gilt gleichzeitig als das älteste urkundliche Zeugnis für das Herrscherhaus Württemberg. Da der Erbauer der Burg Wirtemberg vermutlich keine eigenen Nachkommen hatte, erbte der Sohn seiner Schwester Liutgart, der ebenfalls Konrad hieß, die Stammburg. Dieser Konrad II. ist der früheste bekannte Agnat des Hauses Württemberg. Der Vater von Konrad II. von Württemberg ist auf Grund der vorhandenen Urkunden nicht überliefert. 
Wohl in der ersten Hälfte des 13. Jahrhunderts erlangten die Württemberger das Grafenamt. Ihr Herrschaftsgebiet, anfangs nur die nähere Umgebung der Burg umfassend, vergrößerte sich stetig, vor allem durch Ankäufe von verarmten Häusern wie denen von Tübingen. Durch die Heirat des Grafen Ulrich I. mit Mechthild von Baden im Jahr 1251 kam die spätere Hauptstadt Stuttgart zu Württemberg. In der für Württemberg siegreichen Schlacht bei Döffingen konnte Graf Eberhard II. 1388 die Macht des Schwäbischen Städtebunds brechen. Durch die Verlobung und spätere Hochzeit von Graf  Eberhard IV. mit Henriette von Mömpelgard gehörte die Grafschaft Mömpelgard von 1397 bis 1796 in Personalunion oder zeitweise als Sekundogenitur zum Haus Württemberg. 1442 wurde die Grafschaft Württemberg geteilt, jedoch 1482–1492 wieder vereinigt.
Auf dem Reichstag von Worms im Jahr 1495 wurde Graf Eberhard V. vom römisch-deutschen König und späteren Kaiser Maximilian I. zum Herzog erhoben, offiziell zum Herzog von Württemberg und Teck. Seither existierten die Herzogtümer Württemberg und Teck als unteilbares Reichslehen, jedoch gewährte der Vertrag von Kaaden dem Haus Württemberg von 1534 bis zum Prager Vertrag von 1599 diese nur als österreichisches Afterlehen. In den Jahren 1534 bis 1537 führte Herzog Ulrich die Reformation ein und machte damit das Land zu einem wichtigen protestantischen Territorium. Damit war der Herzog von Württemberg Oberhaupt der evangelischen Landeskirche.
Als im 18. Jahrhundert die protestantische Hauptlinie im Mannesstamm erlosch, gelangte eine Linie des Hauses an die Regierung, die mit Herzog Karl Alexander einen katholischen Herrscher stellte. Die katholischen Herzöge mussten jedoch die Kirchenleitung an einen Kirchenrat abtreten, der sich aus Mitgliedern von Familien der württembergischen Oberschicht zusammensetzte. Erst mit Herzog Friedrich II. trat 1797 wieder ein protestantischer Landesfürst die Regierung an.

## Könige
Durch die politischen Umwälzungen während der Herrschaft Napoleons wurde Herzog Friedrich II. im Mai 1803 zum Kurfürsten erhoben und erhielt säkularisierte und mediatisierte Herrschaften, womit er sein Land erheblich vergrößerte. Zum 1. Januar 1806 nahm Kurfürst Friedrich die Königswürde an und konnte sein Königreich durch weitere Gebiete vergrößern.
König Wilhelm I. erließ 1828 ein neues Hausgesetz, in dem die Rechte und Pflichten der Herrscherfamilie festgelegt wurden, unter anderem die ausschließliche Primogenitur in der männlichen Linie sowie die Heiratsbeschränkungen auf ebenbürtiger Ebene.
| Name des Königs                                   | Herrschaft |
| ------------------------------------------------- | ---------- |
| Friedrich                                         | 1806–1816  |
| Wilhelm I.                                        | 1816–1864  |
| Karl                                              | 1864–1891  |
| Wilhelm II.                                       | 1891–1918  |
| Auflösung der Monarchie nach dem Ersten Weltkrieg | 1918       |

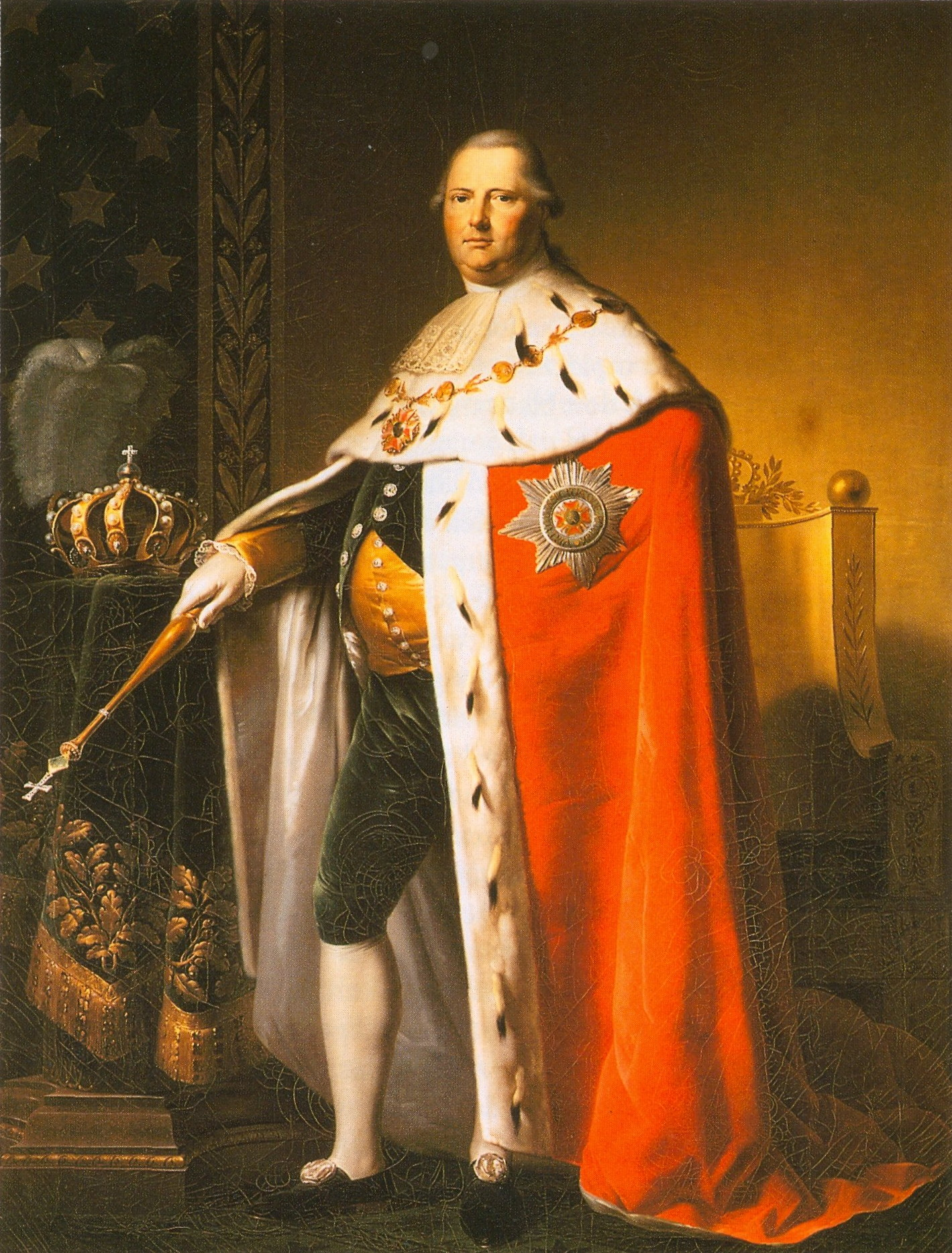
Friedrich
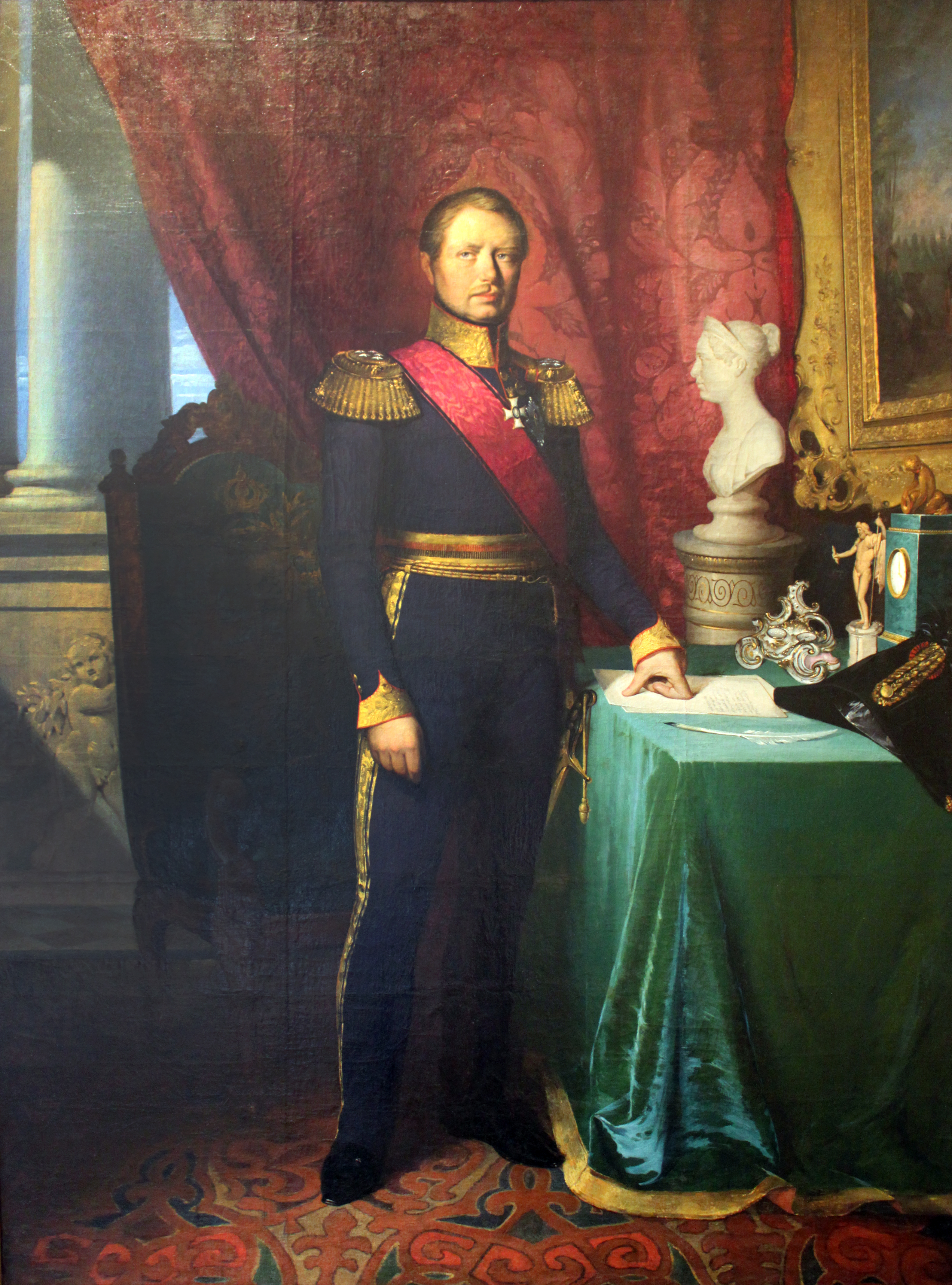
Wilhelm I.
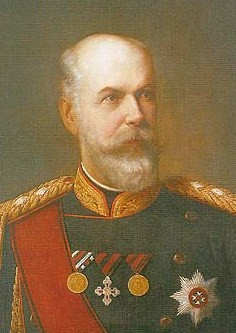
Karl
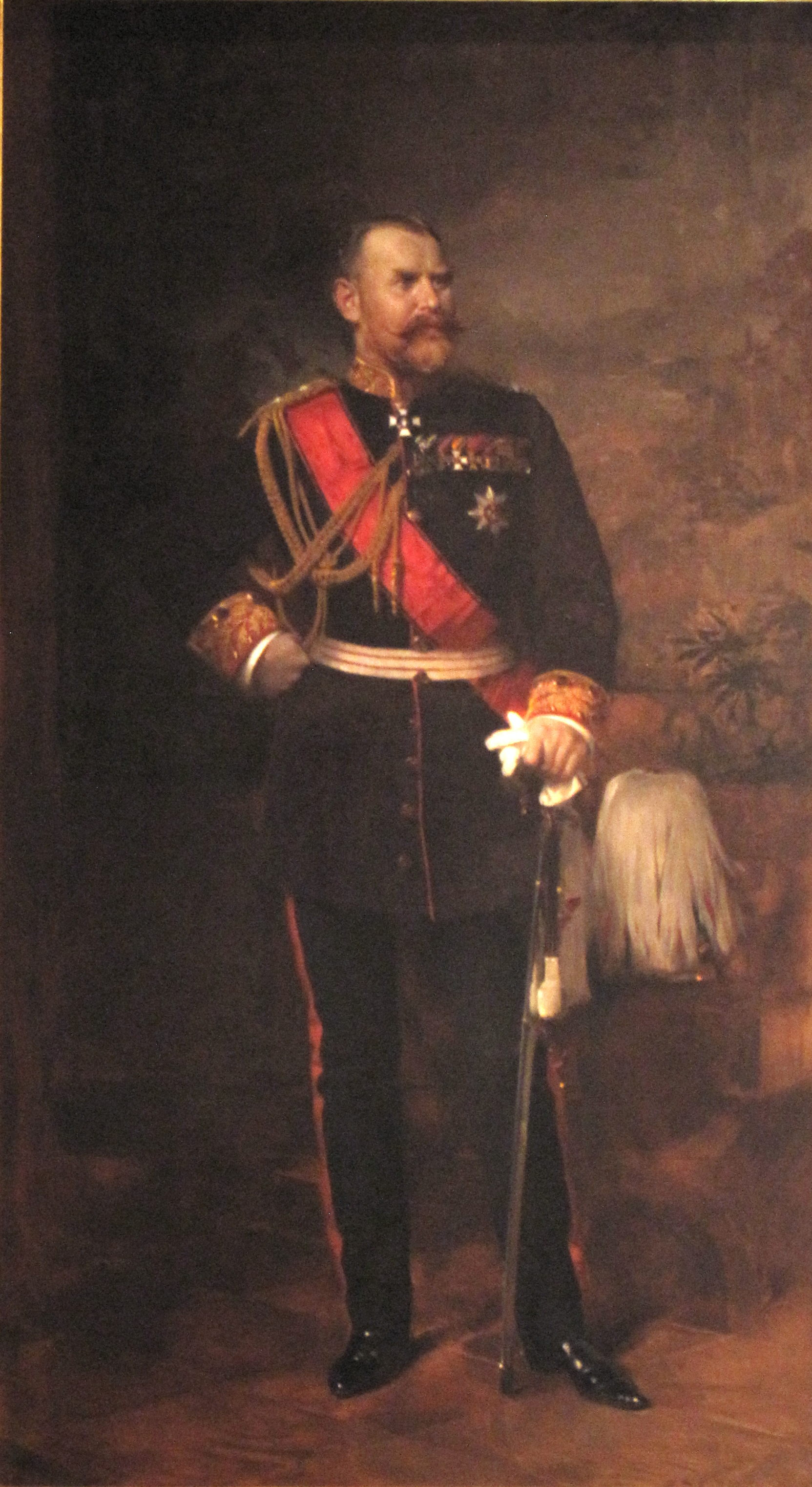
Wilhelm II.

Als die Monarchie in Deutschland mit dem Ende des Ersten Weltkriegs abgeschafft wurde, dankte König Wilhelm II. als letzter deutscher Souverän am 30. November 1918 ab und nahm den Titel eines Herzogs zu Württemberg an, wogegen die Nachkommen der herzoglichen Linie bis heute den Namen Herzog von Württemberg tragen. Nach seinem Tod im Oktober 1921 gingen das Hausvermögen und der – theoretisch gewordene – Thronanspruch an diese im 19. Jahrhundert katholisch gewordene Linie des Hauses über. Schon 1919 hatte der ehemalige König dem präsumtiven Thronfolger Herzog Albrecht das Schloss Altshausen bei Ravensburg als Wohnsitz überlassen. Bis heute wohnt dort der Chef des Hauses Württemberg, das als ehemaliges souveränes Haus bis heute der sogenannten Ersten Abteilung des europäischen Hochadels angehört.

## Chefs des Hauses Württemberg seit 1918
Die Herrscher des Hauses Württemberg bis 1918 finden sich in der Liste der Herrscher von Württemberg.
| Name des Chefs des Hauses                                               | Zeitraum   |
| ----------------------------------------------------------------------- | ---------- |
| Wilhelm Herzog zu Württemberg (zuvor König Wilhelm II. von Württemberg) | 1918–1921  |
| Albrecht Herzog von Württemberg                                         | 1921–1939  |
| Philipp Albrecht Herzog von Württemberg                                 | 1939–1975  |
| Carl Herzog von Württemberg                                             | 1975–2022  |
| Wilhelm Herzog von Württemberg                                          | 2022–heute |

## Genealogie

### Nebenlinien
Unebenbürtige Nachkommen sind u. a. die Adelsfamilien
- Cambridge (Marquesses; auch Earls of Eltham und Viscounts Northallerton)
- Franquemont (Grafen)
- Herren von Karpfen
- Ruknick von Mengen (Freiherren)
- Sontheim (Grafen)
- Sponeck (Grafen)
- Teck (Fürsten und Herzöge)
- Urach (Grafen, Fürsten, Herzöge; auch Grafen von Württemberg)
- Württemberg-Oels (Herzöge)

## Residenzen
Die Burg Wirtemberg aus dem Jahr 1080 war von 1092 bis 1495 wiederholt Sitz der Grafen Wirtembergs. Konrad von Wirtinsberk wurde in einer Urkunde von 1092 als Zeuge genannt, dies ist die älteste urkundliche Erwähnung des Namens Württemberg. Im 14. Jahrhundert wurde das Alte Schloss Stuttgart Hauptsitz der Grafen und der Hofkammer. 1342 verkauften die verschuldeten Pfalzgrafen von Tübingen ihre Stadt und Burg Hohentübingen an die Grafen (und späteren Herzöge) von Württemberg, welche sie neben Stuttgart oder Urach als Residenz nutzten. Später diente sie neben den Festungsanlagen von Hohenneuffen, Hohenurach, Hohenasperg, Hohentwiel sowie Schorndorf und Kirchheim (Teck) als Landesfestung. 1397 kam die Grafschaft Mömpelgard (Montbéliard) mit Schloss Mömpelgard in der Franche-Comté im Osten Frankreichs an das Haus Württemberg (bis 1793).
Anfang des 16. Jahrhunderts wurde Schloss Hellenstein als Jagdschloss des württembergischen Hofes genutzt, ebenso Schloss Böhringsweiler und das säkularisierte Kloster Bebenhausen. Als Witwensitze fungierten u. a. Schloss Kirchheim, Schloss Brackenheim, Schloss Göppingen, Schloss Leonberg und Schloss Stetten. Schloss Backnang wurde ebenfalls als Witwensitz geplant, jedoch nie fertiggestellt.
Das Schloss Ludwigsburg, der bedeutendste württembergische Schlossbau, wurde zwischen 1704 und 1733 unter Herzog Eberhard Ludwig im Barockstil errichtet und durch die Lustschlösser Favorite (bis 1723) und Monrepos (ab 1760) ergänzt. Das Neue Schloss Stuttgart wurde zwischen 1746 und 1807 als Residenz- und Wohnschloss erbaut. Von 1768 bis 1775 diente Schloss Solitude als Jagd- und Sommerresidenz, gefolgt 1776 von Schloss Hohenheim. Im 19. Jahrhundert entstanden 1824–1829 das kaum genutzte Schloss Rosenstein in Bad Cannstatt, in Stuttgart wurden 1834 bis 1840 das Wilhelmspalais, 1846–1850 das Kronprinzenpalais und 1845–1853 die Villa Berg erbaut. Mit Altshausen kam 1810 ein säkularisierter Besitz des Deutschen Ordens und mit Kloster Hofen 1806 das später sogenannte Schloss Friedrichshafen in den Besitz des Königshauses; beide gehören, wie auch Monrepos, bis heute dem Haus Württemberg.

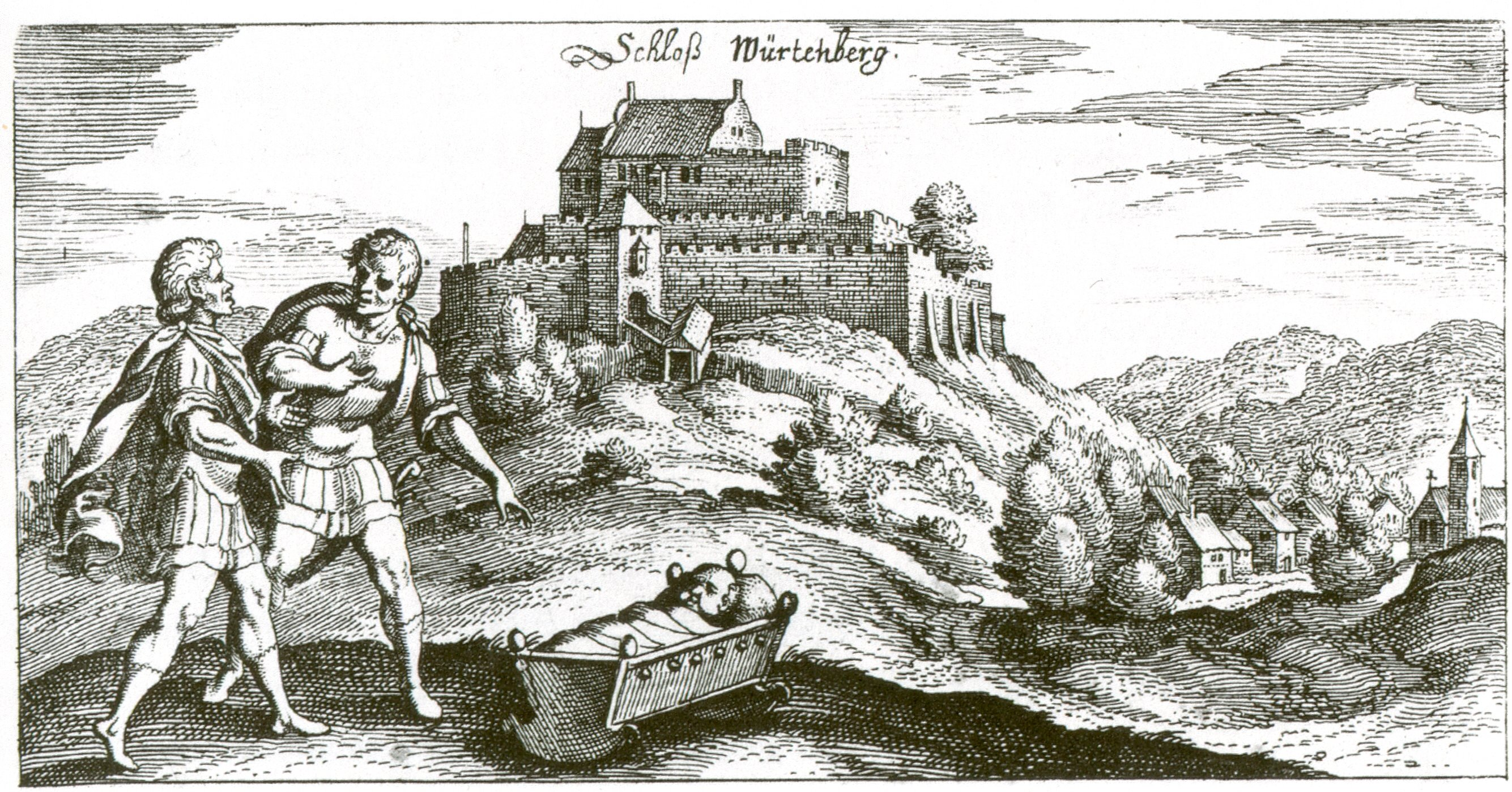
Burg Wirtemberg, 1624: „Wiege des Hauses Württemberg“
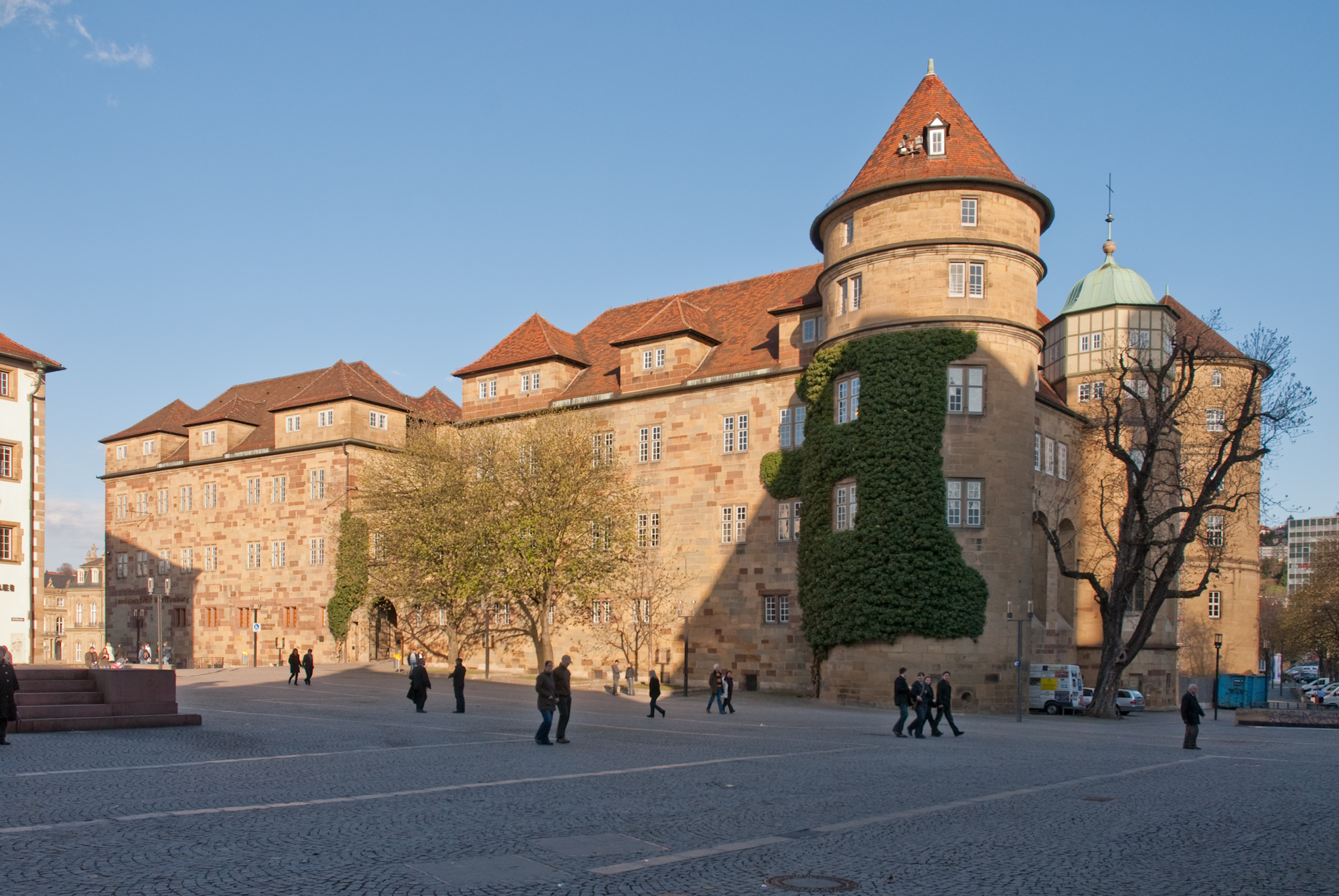
Altes Schloss (Stuttgart)
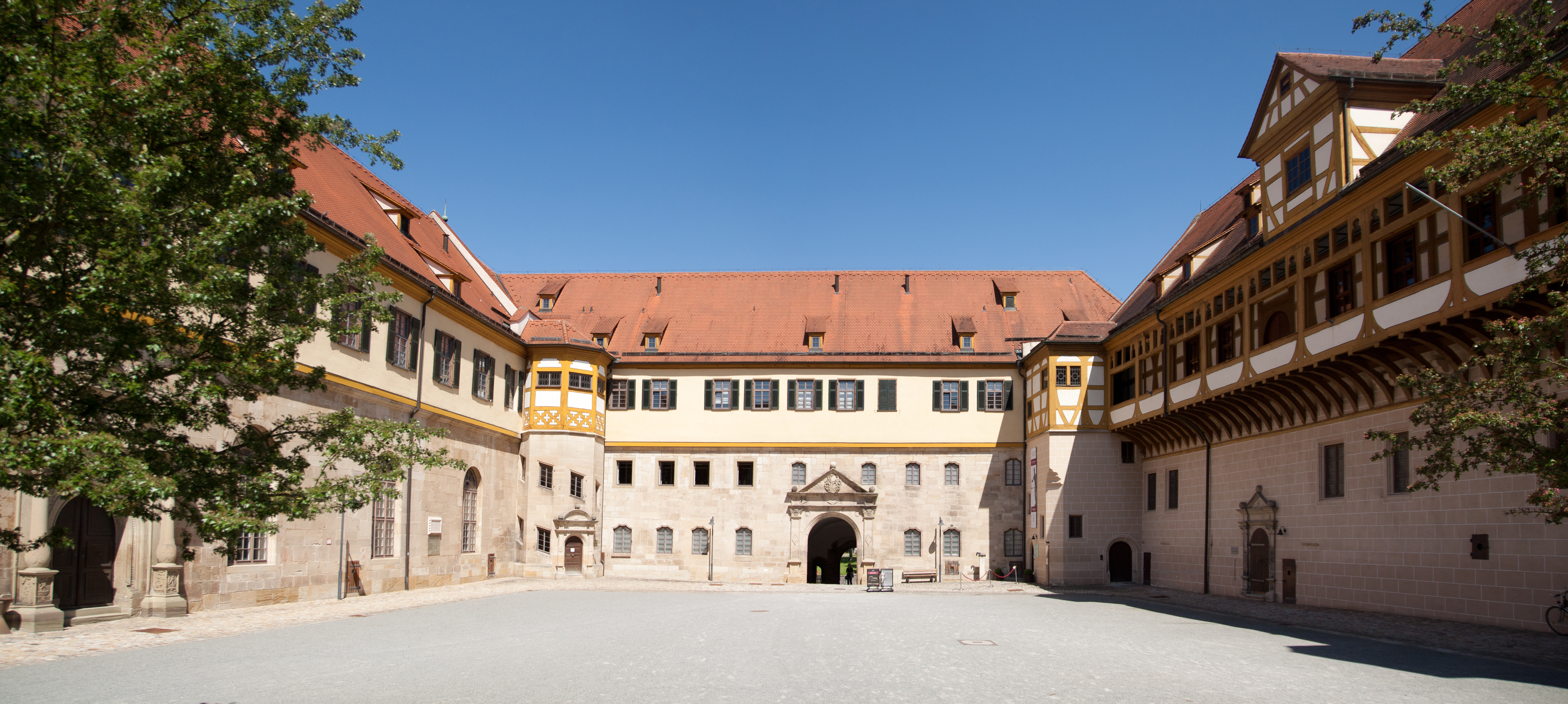
Schloss Hohentübingen
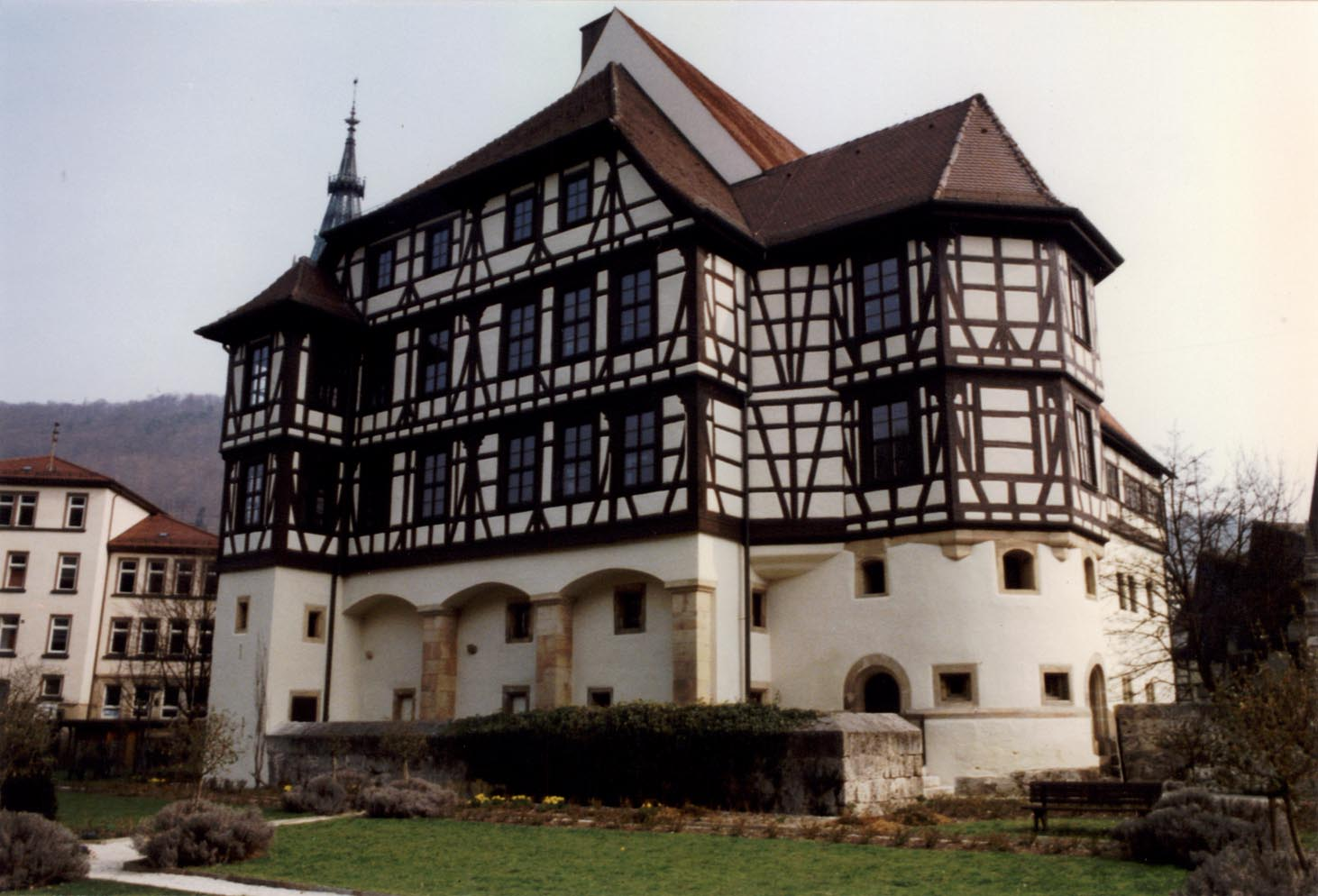
Schloss Urach
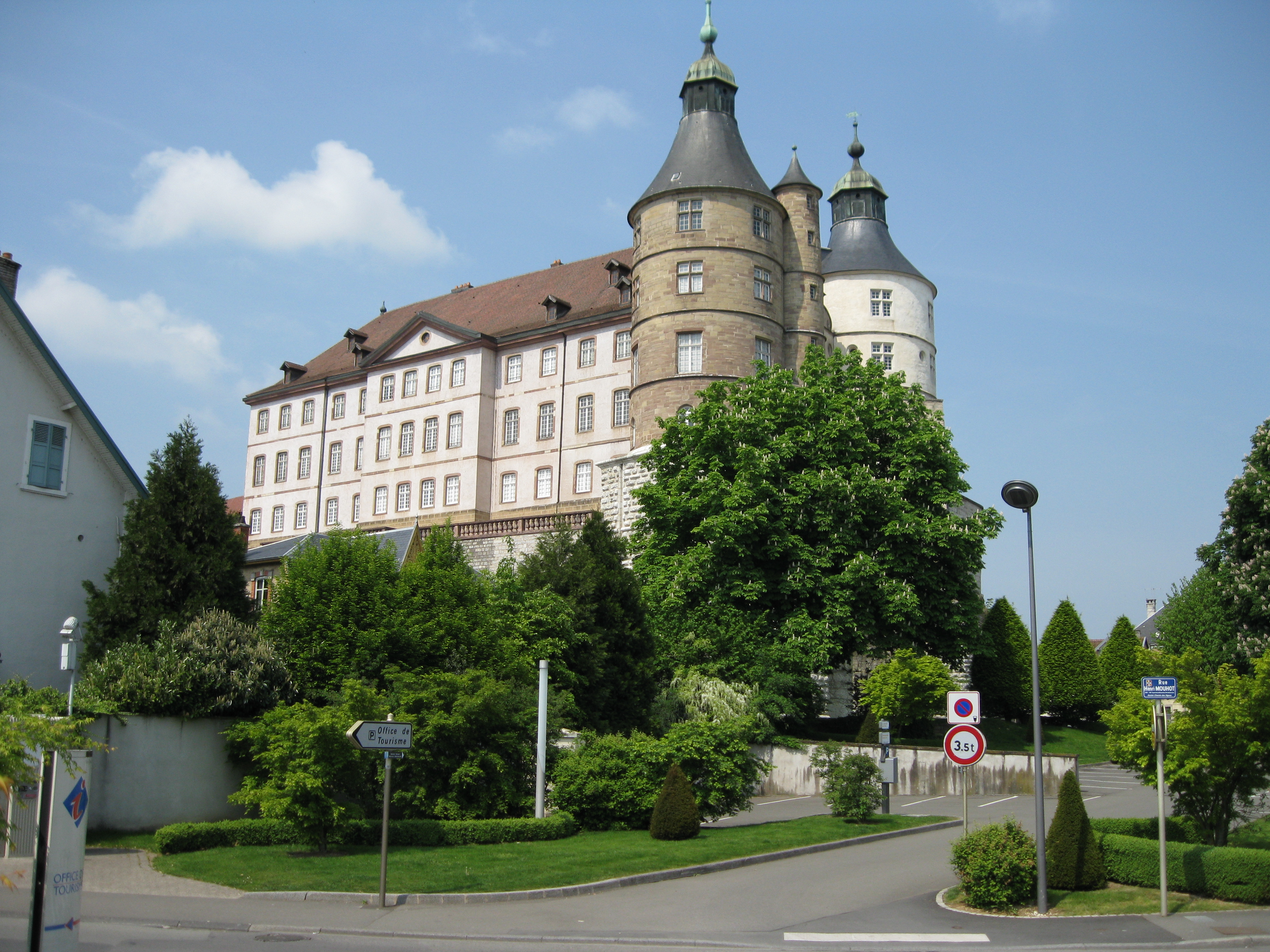
Schloss Mömpelgard
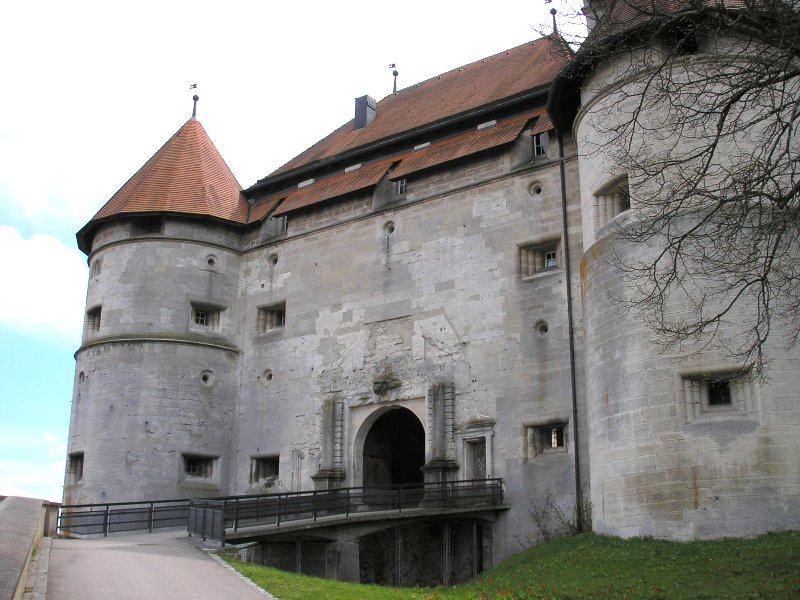
Schloss Hellenstein
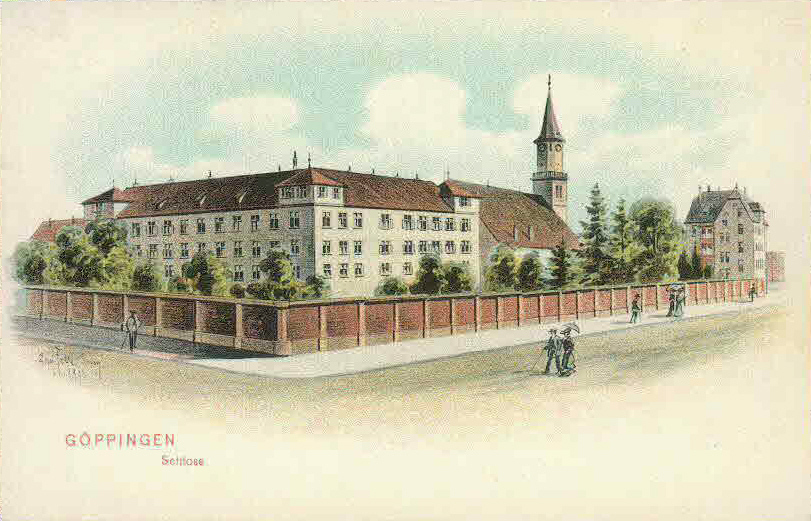
Schloss Göppingen
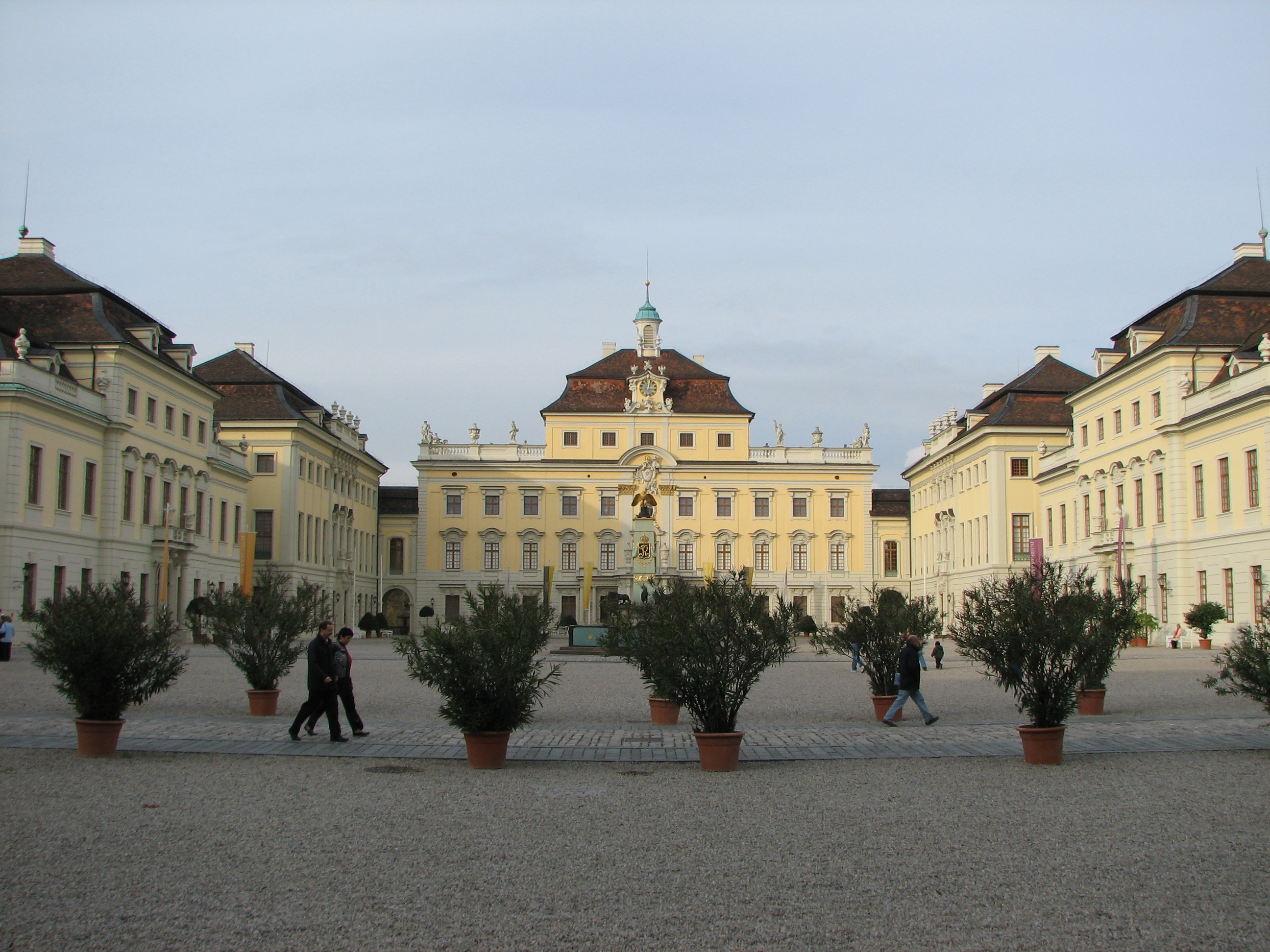
Schloss Ludwigsburg
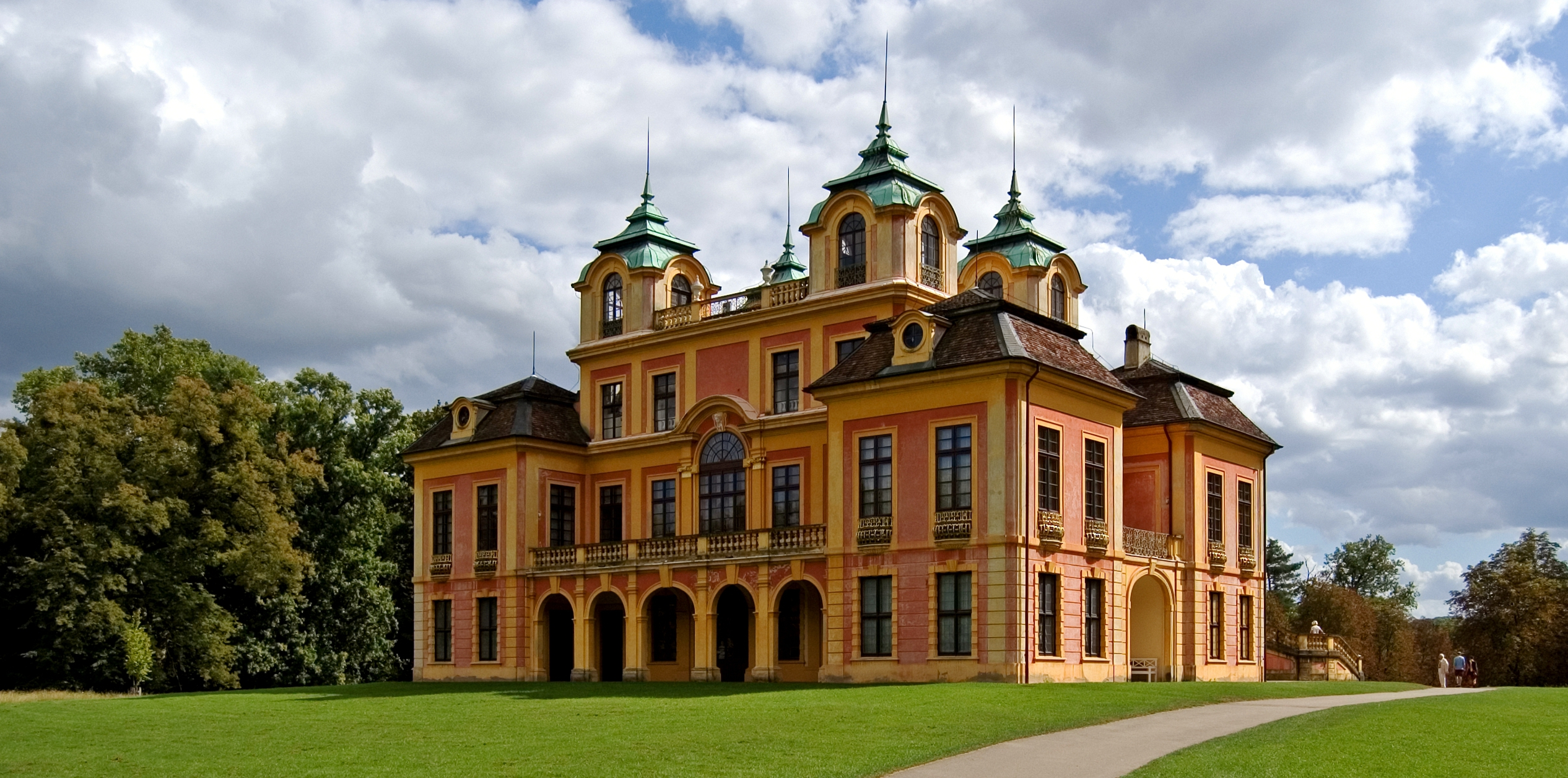
Schloss Favorite (Ludwigsburg)
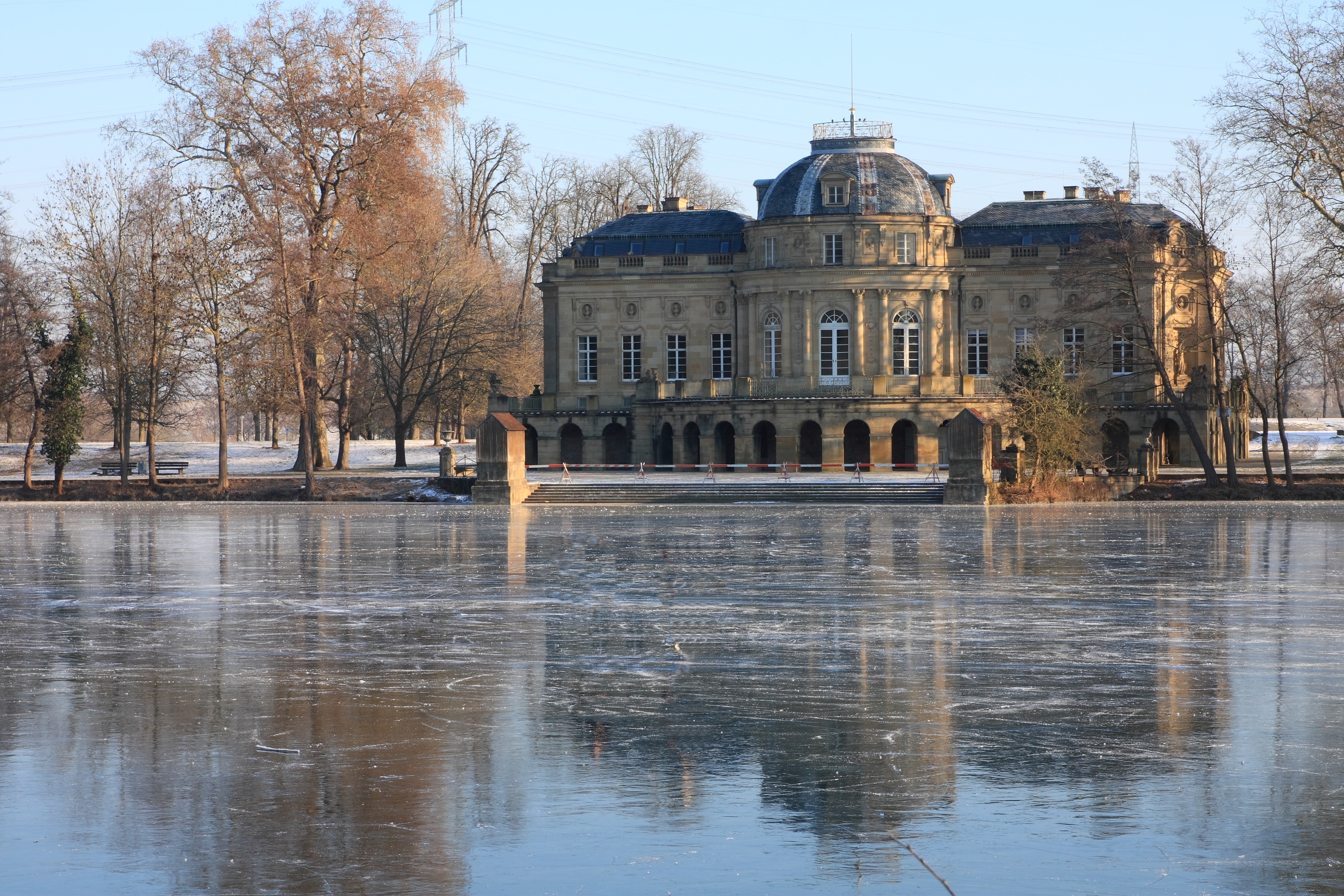
Schloss Monrepos (Ludwigsburg)
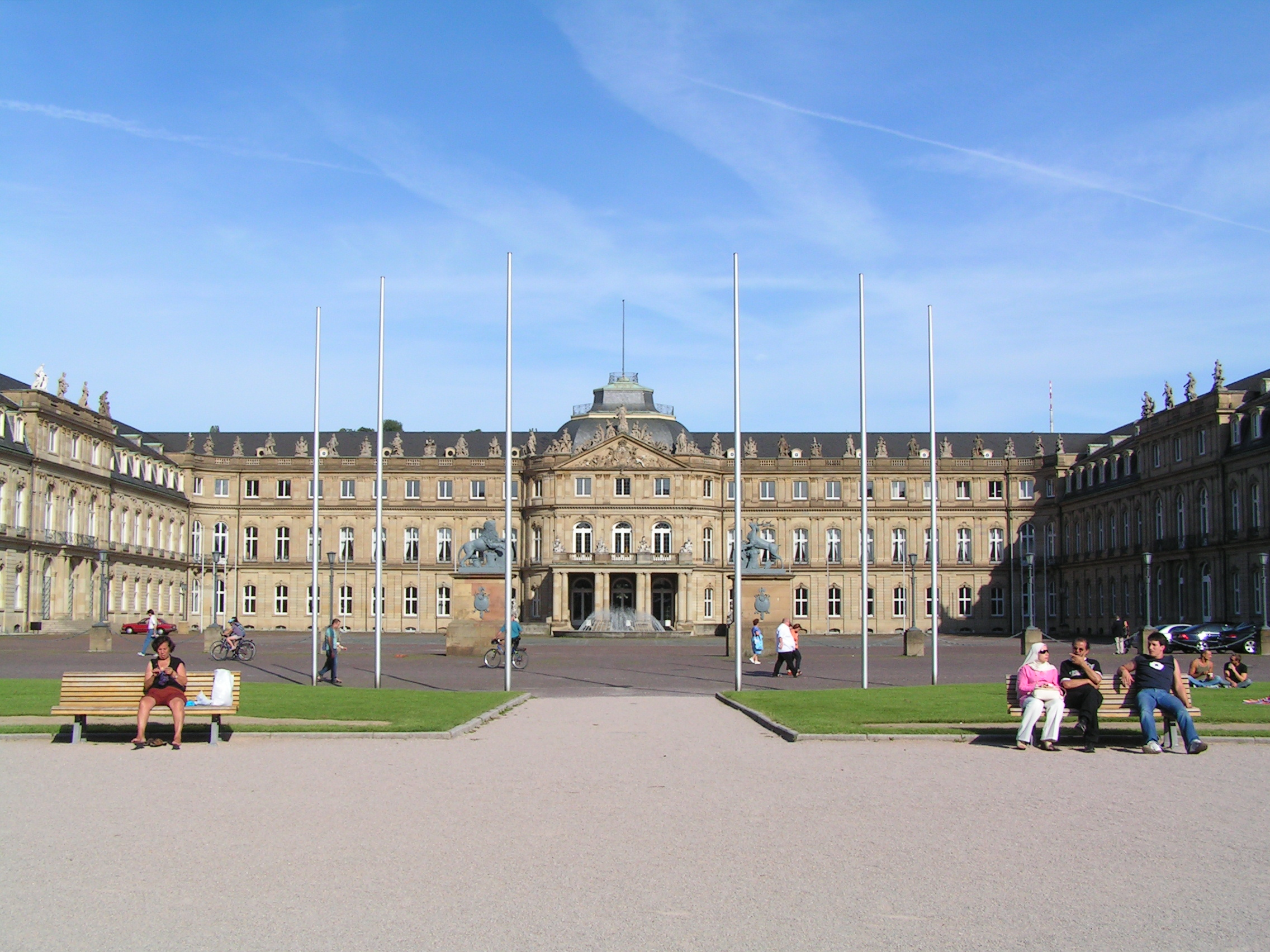
Neues Schloss (Stuttgart)
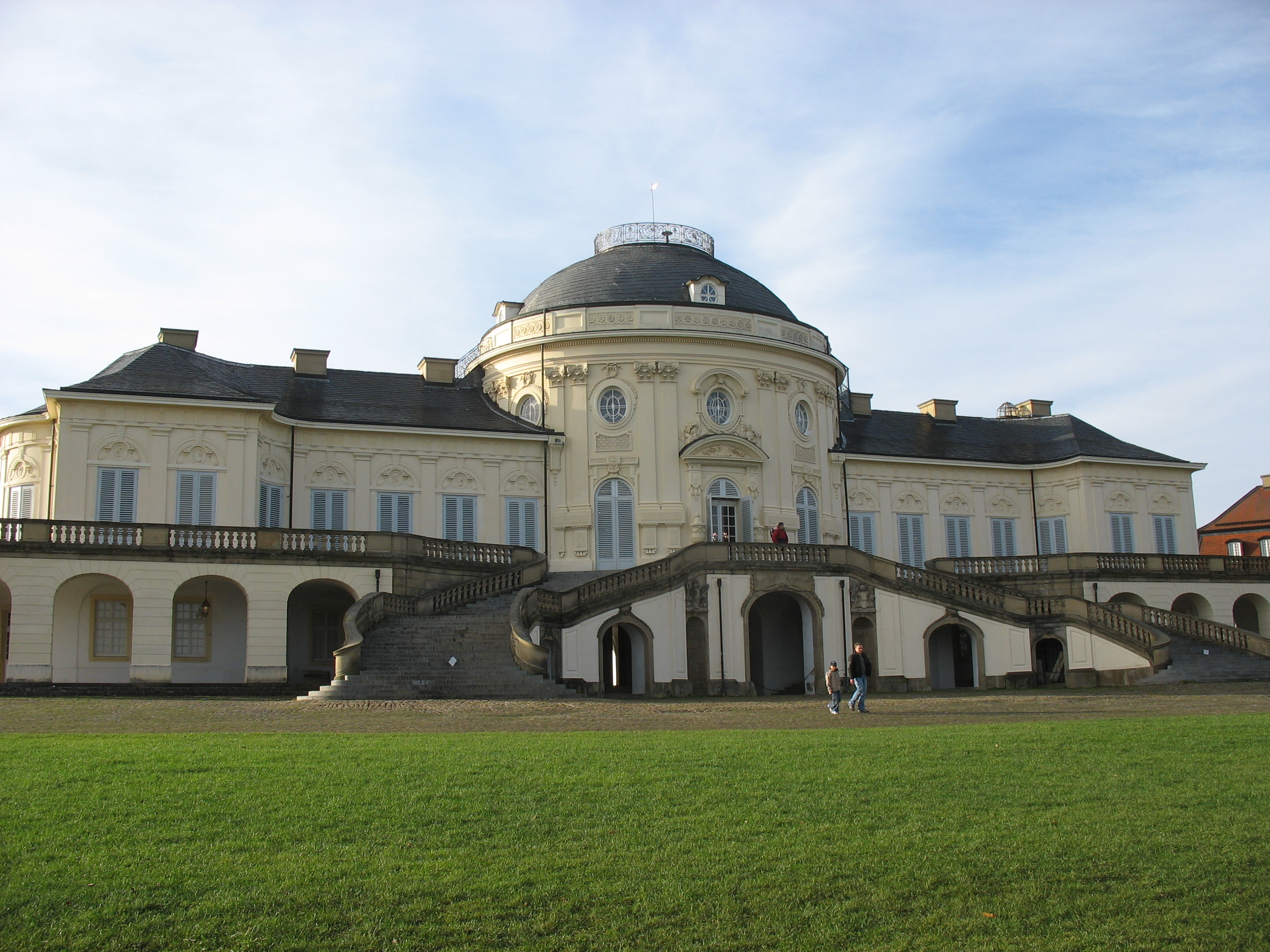
Schloss Solitude
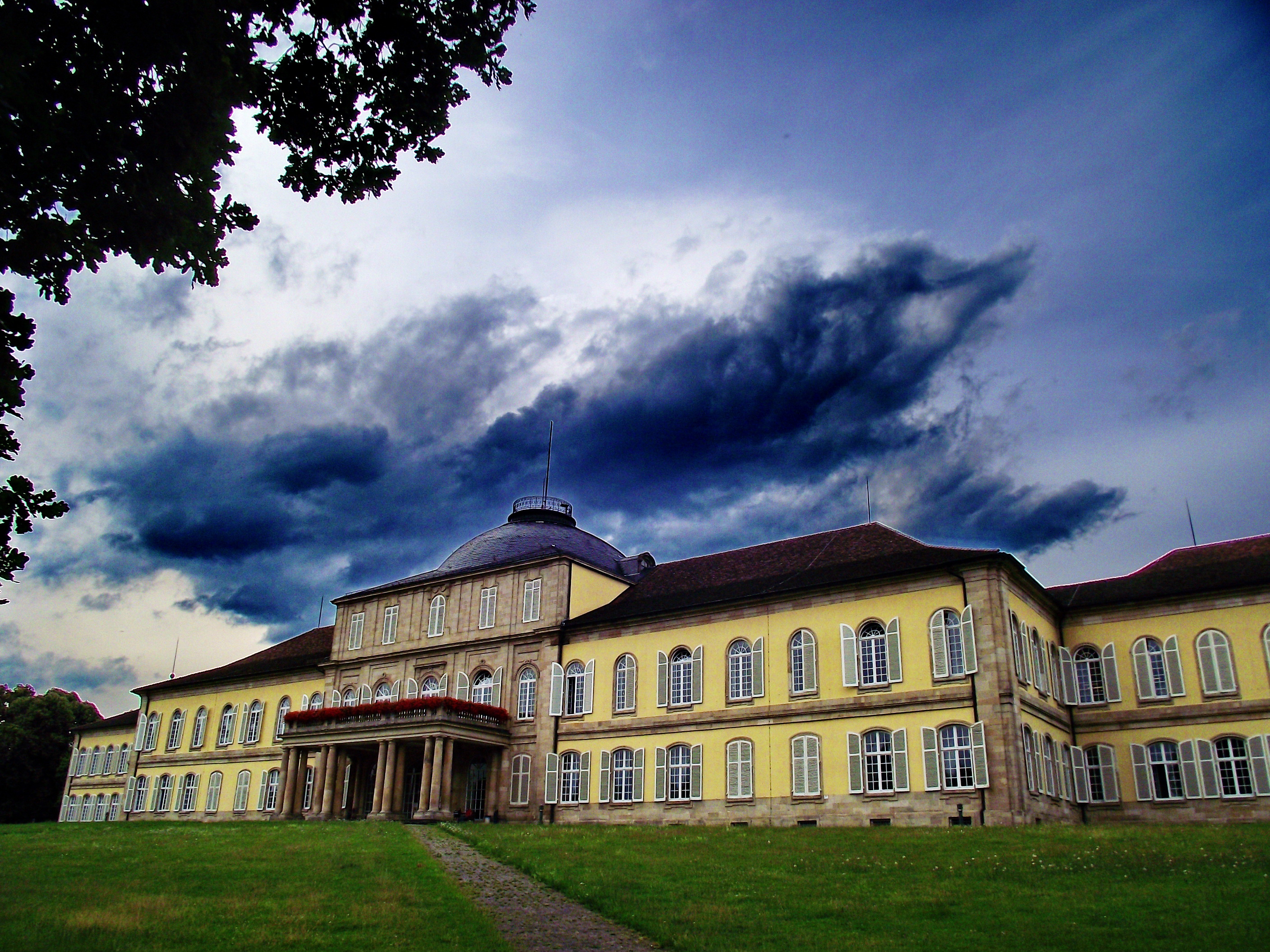
Schloss Hohenheim
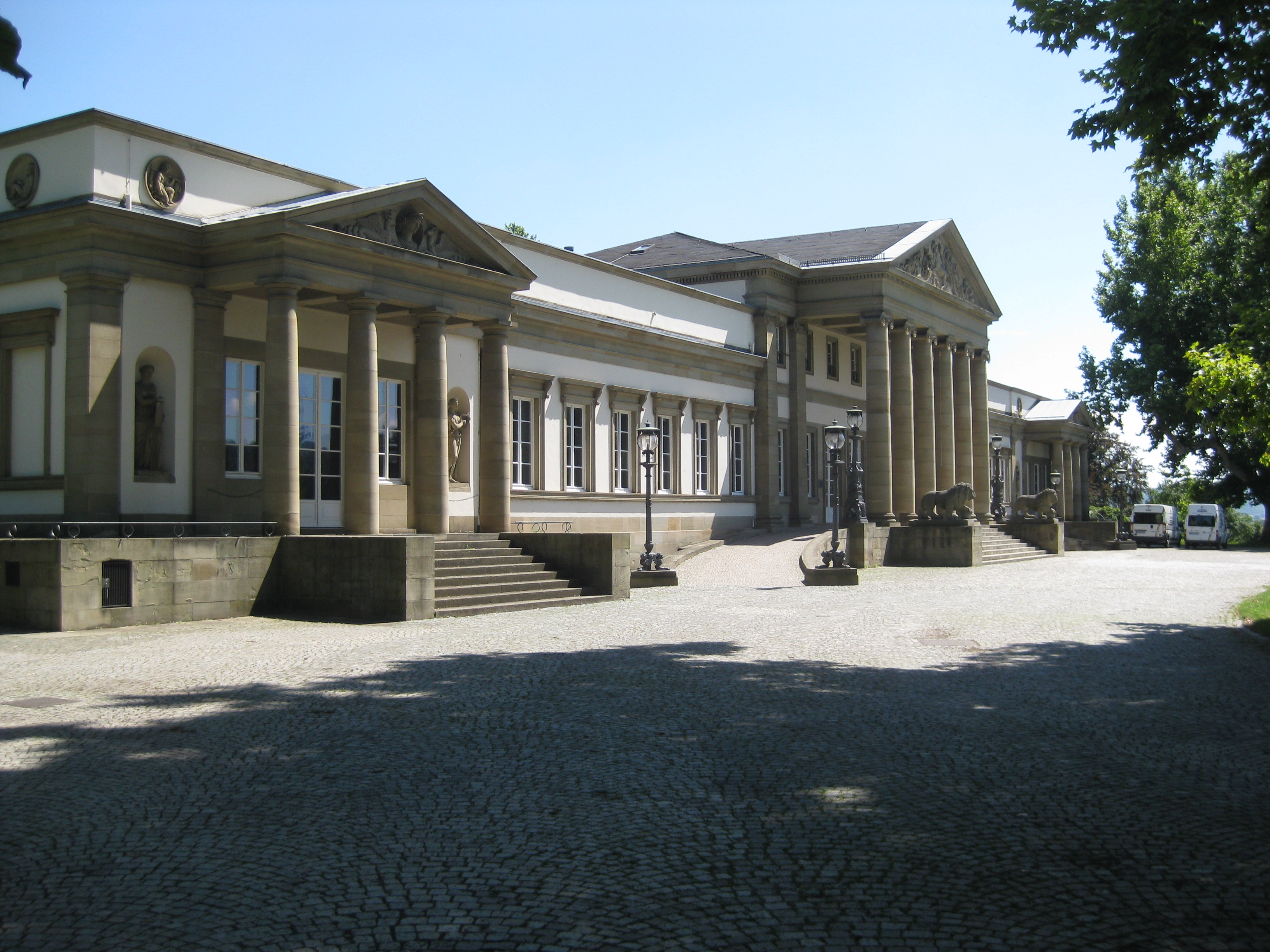
Schloss Rosenstein
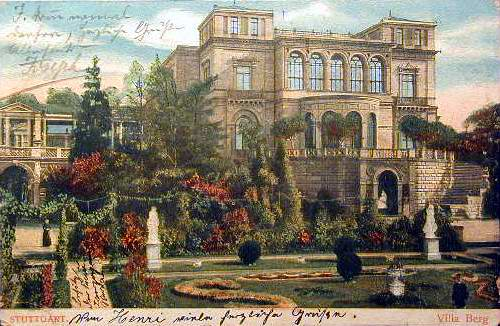
Villa Berg
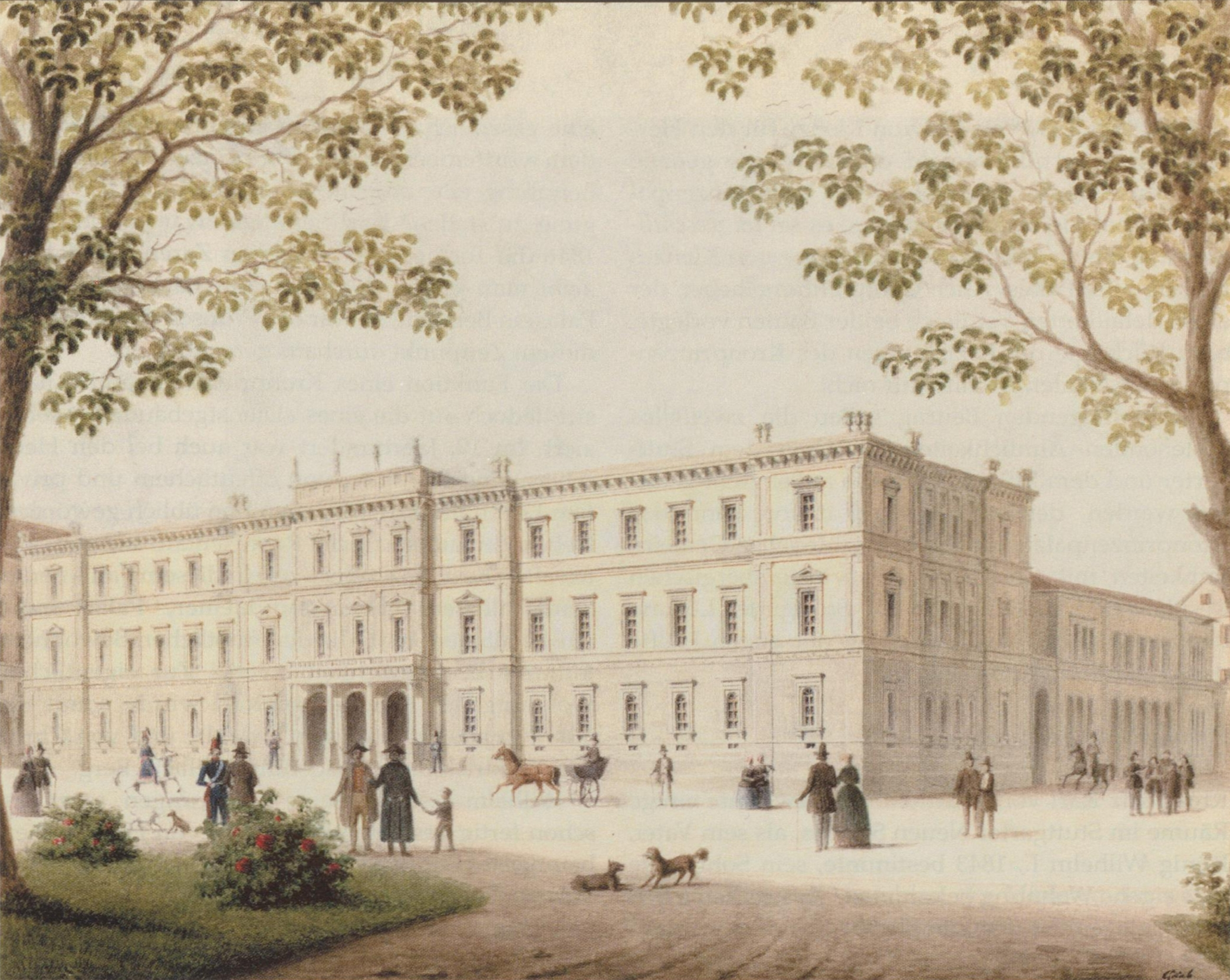
Kronprinzenpalais
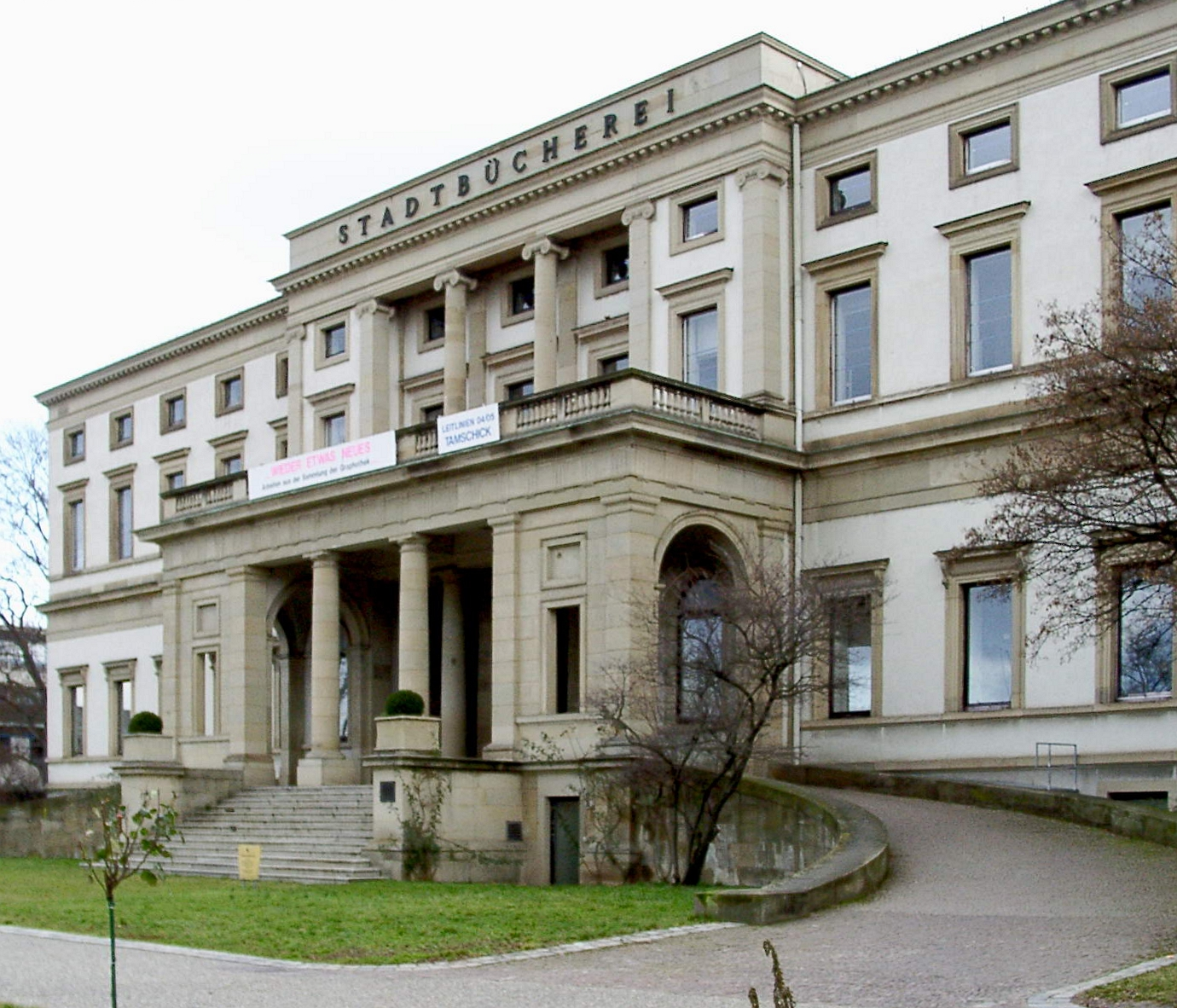
Wilhelmspalais
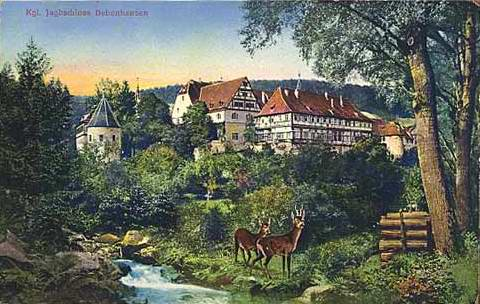
Schloss Bebenhausen
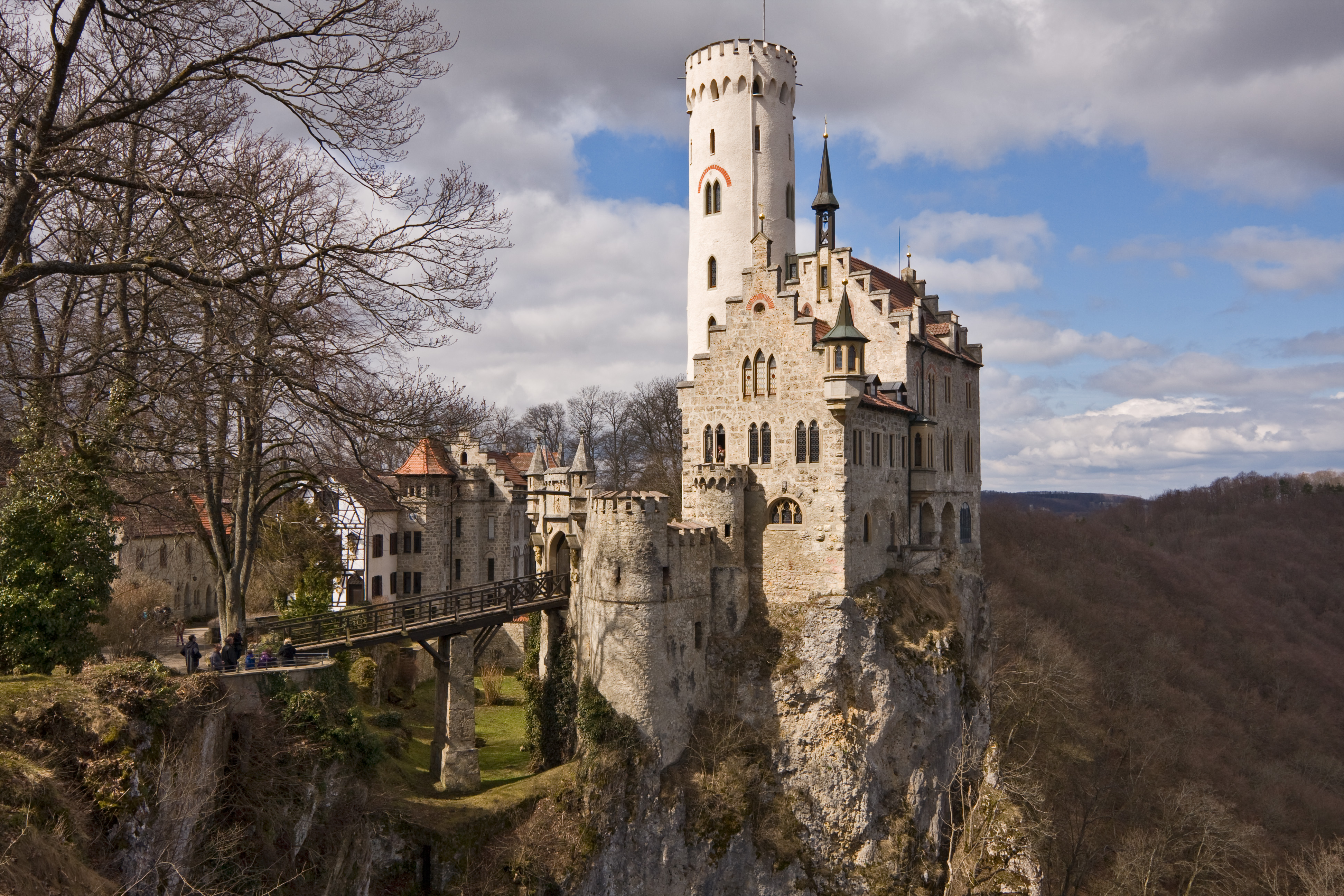
Schloss Lichtenstein
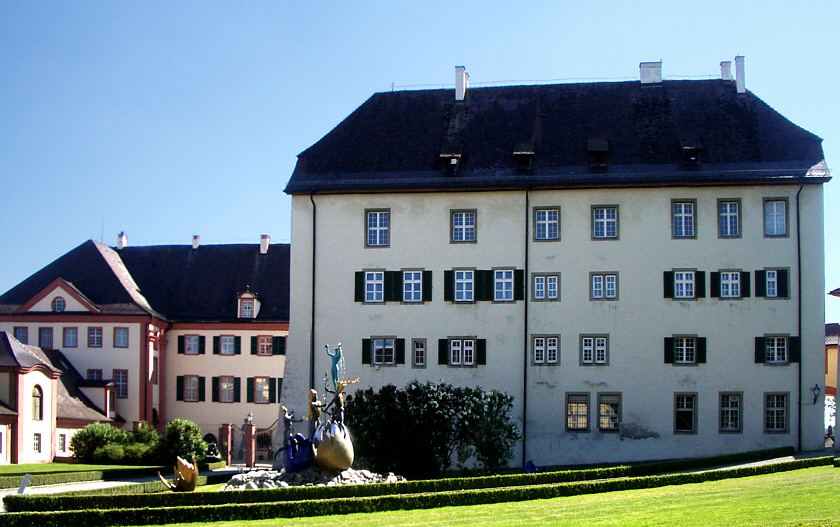
Schloss Altshausen
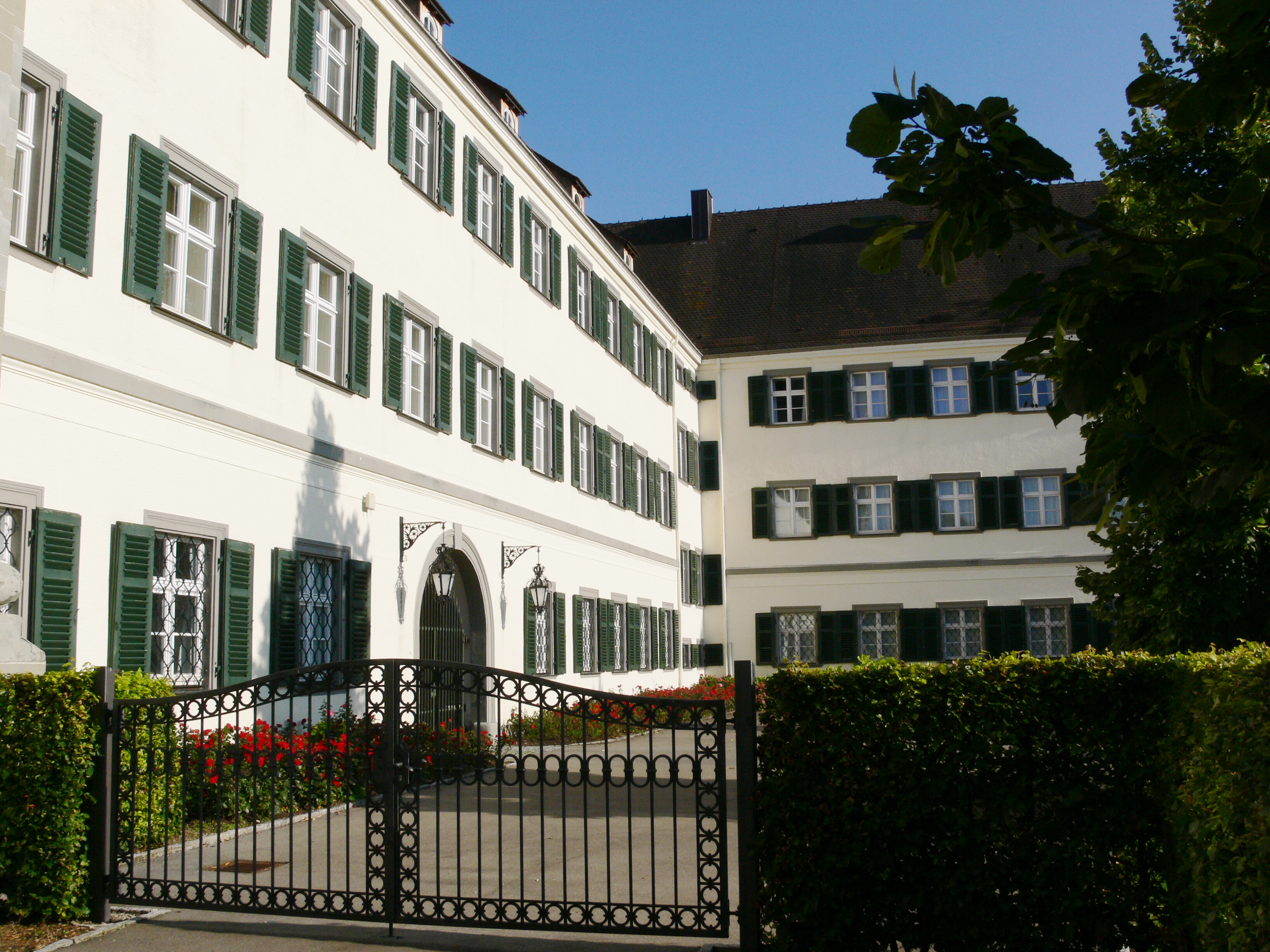
Schloss Friedrichshafen
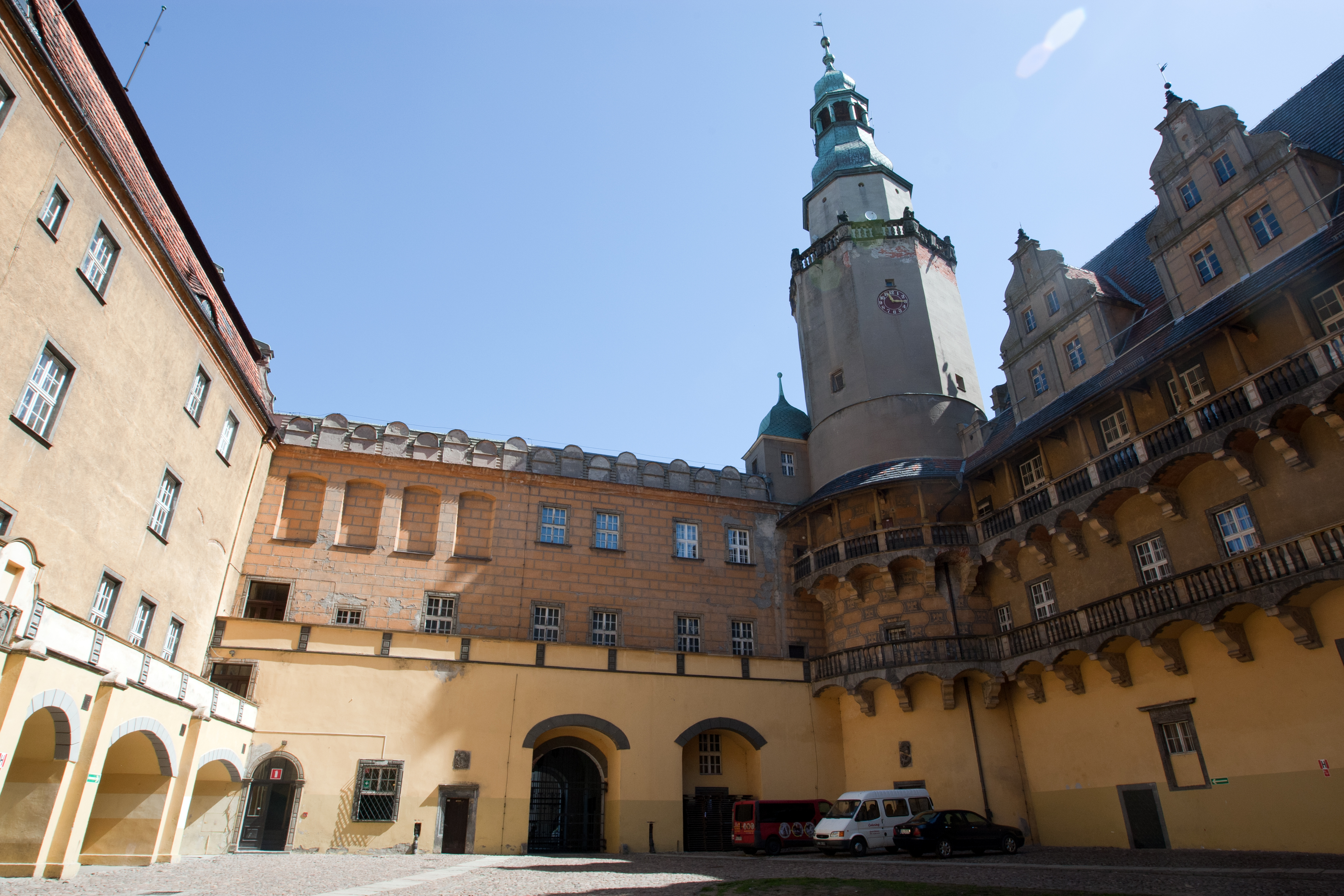
Schloss Oels

## Literatur

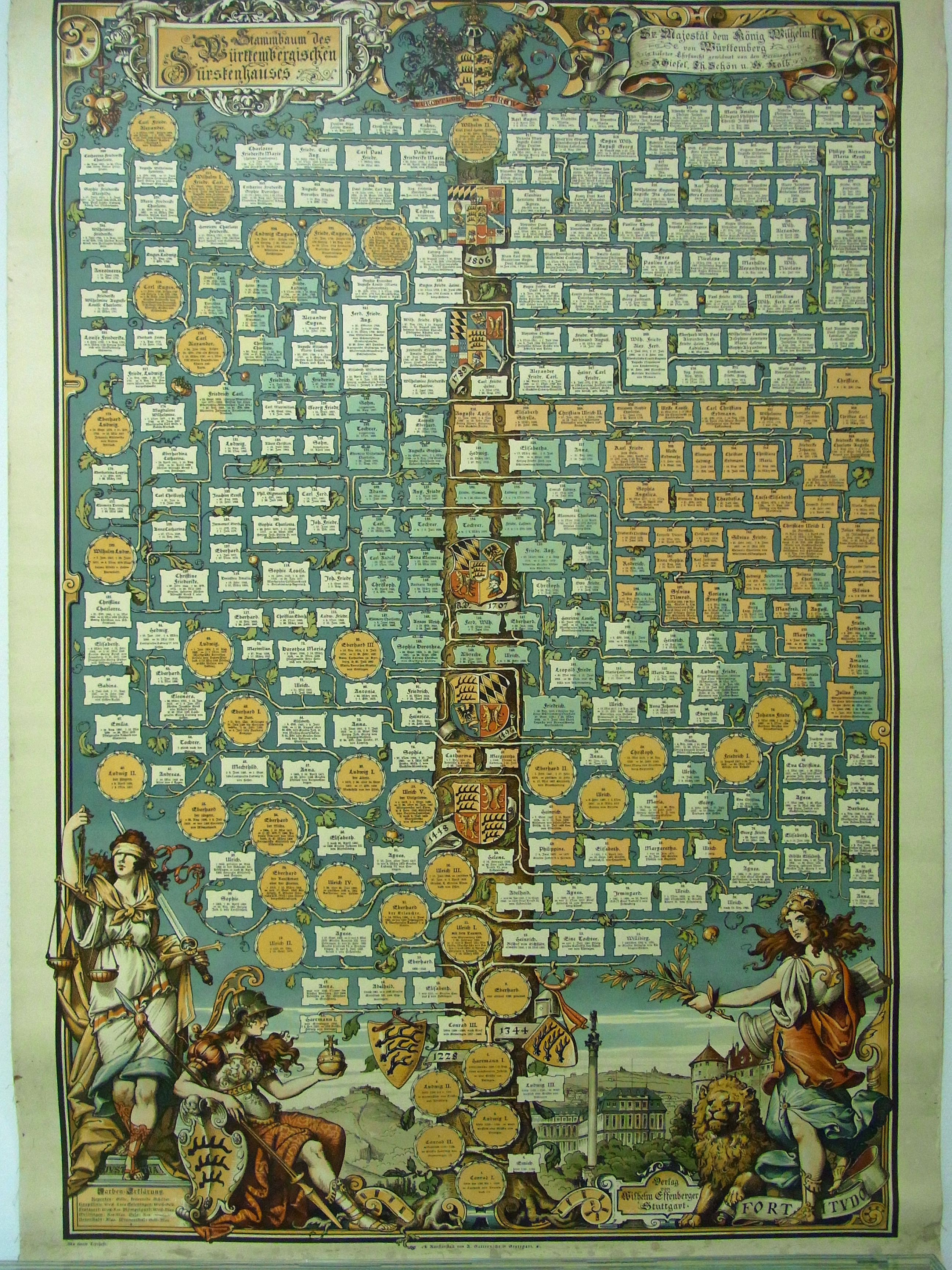
Stammtafel des Hauses Württemberg

### Gesamtdarstellungen
- Sönke Lorenz, Dieter Mertens, Volker Press (Hrsg.): Das Haus Württemberg. Ein biographisches Lexikon. Kohlhammer, Stuttgart 1997, ISBN 3-17-013605-4.
- Gerhard Raff: Hie gut Wirtemberg allewege. Band 1: Das Haus Württemberg von Graf Ulrich dem Stifter bis Herzog Ludwig. Mit einer Einleitung von Hansmartin Decker-Hauff. 6. Auflage. Landhege, Schwaigern 2014, ISBN 978-3-943066-34-0.
- Gerhard Raff: Hie gut Wirtemberg allewege. Band 2: Das Haus Württemberg von Herzog Friedrich I. bis Herzog Eberhard III. Mit den Linien Stuttgart, Mömpelgard, Weiltingen, Neuenstadt am Kocher, Neuenbürg und Oels in Schlesien. 4. Auflage. Landhege, Schwaigern 2014, ISBN 978-3-943066-12-8.
- Gerhard Raff: Hie gut Wirtemberg allewege. Band 3: Das Haus Württemberg von Herzog Wilhelm Ludwig bis Herzog Friedrich Carl. Mit den Linien Stuttgart, Winnental, Neuenstadt am Kocher, Neuenbürg, Mömpelgard, Oels, Bernstadt und Juliusburg in Schlesien und Weiltingen. Hohenheim, Stuttgart/Leipzig 2002, ISBN 3-89850-084-5/ISBN 978-3-943066-11-1.
- Gerhard Raff: Hie gut Wirtemberg allewege. Band 4: Das Haus Württemberg von Herzog Eberhard Ludwig bis Herzog Carl Alexander. Mit den Linien Stuttgart und Winnental. Landhege, Schwaigern 2015, ISBN 978-3-943066-39-5.
- Harald Schukraft: Kleine Geschichte des Hauses Württemberg. Silberburg, Tübingen 2006, ISBN 3-87407-725-X.
- Sabine Thomsen: Goldene Bräute. Württembergische Prinzessinnen auf europäischen Thronen. Silberburg, Tübingen 2010, ISBN 978-3-87407-867-2.
- Robert Uhland (Hrsg.): 900 Jahre Haus Württemberg. Leben und Leistung für Land und Volk. 3., durchgesehene Auflage. Kohlhammer, Stuttgart 1985, ISBN 3-17-008930-7.
- Constantin von Wurzbach: Württemberg, das Fürstenhaus und Oesterreich. In: Biographisches Lexikon des Kaiserthums Oesterreich. 58. Theil. Kaiserlich-königliche Hof- und Staatsdruckerei, Wien 1889, S. 236 (Digitalisat).

### Ursprünge
- Dieter Mertens: Zur frühen Geschichte der Herren von Württemberg. Traditionsbildung – Forschungsberichte – neue Ansätze. In: Zeitschrift für Württembergische Landesgeschichte. 49/1990, S. 11–95 (online).